# Mount Woodroffe
Mount Woodroffe er med 1.535 m det højeste bjerg i den australske delstat South Australia.
| Bjerg | Spire Denne artikel om et bjerg eller en bjergkæde er en spire som bør udbygges. Du er velkommen til at hjælpe Wikipedia ved at udvide den. |

26°19′S 131°44′Ø / 26.32°S 131.73°Ø